# 金戈威德

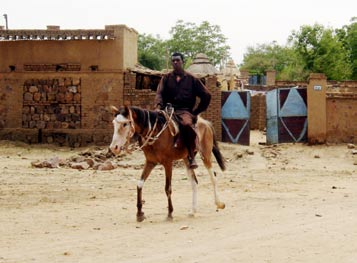
一名骑马的金戈威德士兵

金戈威德（阿拉伯语：‎，羅馬化：Janjawīd）為一種活躍於蘇丹西部達爾富爾地區至乍得東部一帶的部落民兵類型，阿拉伯語字面意思解作「騎兵隊」。
根據聯合國的定義，金戈威德是由穆斯林黑人牧民（牧駝人“阿巴拉”（Abbala）及牧牛人“巴加拉”（Baggara））所組成的部落民兵武裝。2003年，达尔富尔战争爆发，金戈威德民兵在达尔富尔战争期间代表苏丹政府作战，與當地叛軍（蘇丹解放運動及公義平等運動）敵對。金戈威德民兵名声很差，被認為需对许多针对平民的暴行负责。  根据人权观察组织的说法，部隊在达尔富尔的行动干犯危害人类罪。